# Colobothea denotata
Espèce
Colobothea denotata est une espèce de coléoptères de la famille des Cerambycidae.
Elle a été décrite par Miguel Angel Monné (d) en 2005. Elle est connue depuis le Brésil.